# Мирное (Близнюковский район)
Ми́рное (укр. Мирне; до 2016 г. Петро́вское) — село, Кировский сельский совет, Близнюковский район, Харьковская область, Украина.
Код КОАТУУ — 6320683003. Население по переписи 2001 г. составляет 122 (60/62 м/ж) человека.

## Географическое положение
Село Мирное находится в 4-х км от г. Лозовая, железнодорожная станция Пост 934 км ветки Лозовая-Близнюки-Барвенково, примыкают сёла Слобожанское и Квитневое.

## История
- 1924 — дата основания.

## Название
При СССР в 1920-е - 1930-е годы области прошли множественные именования значительной части населённых пунктов в «революционные» названия — в честь Октябрьской революции, пролетариата, сов. власти, Кр. армии, социализма, Сов. Украины, деятелей "демократического и революционного движения" (Т. Шевченко, Г. Петровского) и новых праздников (1 мая и др.)
В 1920-х годах село было названо Петровским в честь советского государственного деятеля Григория Ивановича Петровского.
Похожие названия приводили к путанице, так как в одной Харьковской области рядом могли оказаться сёла с одинаковыми названиями: в одной Харьковской области находились в 2016 году девять Петровских: Петровское (Балаклейский район), Петровское (Двуречанский район), Петровское (Кегичёвский район), Петровское (Краснокутский район), Петровское (Близнюковский район), Петровское (Волчанский район), Петровское (Зачепиловский район), Петровское (Лозовской район), Петровское (Чугуевский район).
На территории УССР находились 69 населённых пунктов с названием Петровское.

## Культура
- Школа.
- Стадион.

## Достопримечательности
- Братская могила советских воинов.